# Гавел, Вацлав (гребец)
Ва́цлав Га́вел (чеш. Václav Havel; 5 октября 1920, Прага — 14 декабря 1979, там же) — чехословацкий гребец-каноист, выступал за сборную Чехословакии в конце 1940-х и на всём протяжении 1950-х годов. Серебряный призёр летних Олимпийских игр в Лондоне, чемпион мира по гребному слалому, многократный победитель и призёр регат национального значения.

## Биография
Вацлав Гавел родился 5 октября 1920 года в Праге.
Первого серьёзного успеха на взрослом международном уровне добился в возрасте 27 лет в сезоне 1948 года, когда попал в основной состав чехословацкой национальной сборной и благодаря череде удачных выступлений удостоился права защищать честь страны на летних Олимпийских играх в Лондоне. Стартовал здесь в зачёте двухместных каноэ на дистанции 10000 метров вместе с напарником Иржи Пецкой — среди пяти других экипажей они заняли в итоге второе место и завоевали тем самым серебряные олимпийские медали — их обошёл только американский экипаж Стивена Лысака и Стивена Макновски, нарастивший к финишу преимущество почти в две минуты.
Став серебряным олимпийским призёром, Гавел остался в основном составе гребной команды Чехословакии и продолжил принимать участие в крупнейших международных регатах. Так, в 1950 году он побывал на чемпионате мира в Копенгагене, откуда привёз награду бронзового достоинства, выигранную с тем же Иржи Пецкой в двойках на тысяче метрах.
Впоследствии Вацлав Гавел довольно успешно выступал на соревнованиях по гребному слалому. В 1951 году на чемпионате мира в австрийском Штайре он дважды поднимался на пьедестал почёта: получил бронзу в личном зачёте двоек и серебро в командном зачёте. Два года спустя на мировом первенстве в итальянском Мерано добавил в послужной список бронзовую награду, добытую в командных состязаниях каноэ-двоек. Ещё через четыре года на аналогичных соревнованиях в немецком Аугсбурге взял серебро в индивидуальной программе двухместных каноэ и одержал победу в командной программе. Последний раз показал сколько-нибудь значимый результат на международной арене в сезоне 1959 года, когда на чемпионате мира по гребному слалому в Женеве получил две серебряные награды, в двойках личных и командных. Вскоре по окончании этих соревнований принял решение завершить спортивную карьеру, уступив место в сборной молодым чехословацким гребцам.
Умер 14 декабря 1979 года в Праге в возрасте 59 лет.